# Acanthofrontia dicycla
Acanthofrontia dicycla là một loài bướm đêm thuộc phân họ Arctiinae, họ Erebidae.